# IntelliJ IDEA
Az IntelliJ IDEA egy Java IDE a JetBrains-től, elérhető Apache 2 Licenccel közösségi kiadásban és kereskedelmi kiadásban is. Gyakran egyszerűen csak "IDEA"-ként vagy "IntelliJ"-ként hivatkoznak rá.

## Története
Az IntelliJ IDEA első verzióját 2001 januárjában adták ki, és akkoriban egyike volt azoknak az elsőként elérhető Java IDE-knek, amelyek továbbfejlesztett kód navigációval és kód refaktorálási képességekkel voltak felvértezve.

## Funkciók
A 12.1-es verzió tartalmaz támogatást a Java 8-hoz, UI tervezőt az Android fejlesztéséhez, támogatást a Play 2.0-hoz és Scala-hoz.

### Támogatott nyelvek
ActionScript/MXML, CoffeeScript, Groovy, HTML/XHTML/CSS, Java, JavaFX, JavaScript, Node.js, Python, Ruby/JRuby, SQL, XML/XSL
Pluginen keresztül
Clojure, Dart, Haxe, Jelastic, Kotlin, Lua, PHP, Scala, TypoScript

### Támogatott technológiák
JSP, JSF, EJB, Ajax, Google Web Toolkit, Struts, Struts 2, JBoss Seam, Spring, Hibernate/JPA, Web Services, Ruby on Rails, Grails, Java ME MIDP/CLDC, OSGi, Android, Tapestry, Google App Engine, FreeMarker, Velocity, Django, Play.

### Támogatott alkalmazásszerverek
GlassFish, JBoss, Tomcat, Jetty, WebLogic, WebSphere, Geronimo

### Támogatottverziókövetőrendszerek
Git, Cvs, Svn, Ant, Maven, JUnit és TestNG.
Továbbá elérhető az Atlassian egy szabad szoftveres IntelliJ Connector pluginje a következők integrálásához: JIRA, Bamboo, Crucible, és FishEye.

## Fordítás
Ez a szócikk részben vagy egészben  az   IntelliJ IDEA című angol Wikipédia-szócikk ezen változatának fordításán alapul.  Az eredeti cikk szerkesztőit annak laptörténete sorolja fel. Ez a jelzés csupán a megfogalmazás eredetét és a szerzői jogokat jelzi, nem szolgál a cikkben szereplő információk forrásmegjelöléseként.